# Universidade de La Laguna

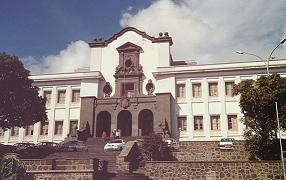
Universidade de La Laguna.

A Universidade de La Laguna (Universidad de La Laguna, ULL) localiza-se em San Cristóbal de La Laguna, na ilha de Tenerife, província de Santa Cruz de Tenerife (Canárias), região autónoma da Espanha.
Em 2015, a Universidade de La Laguna foi incluída no ranking das 500 melhores universidades do mundo. Por outro lado, também é considerado como a primeira universidade na Espanha, em cooperação científica. Enquanto isso, em 2016, a Universidade de La Laguna foi reconhecida como a segunda melhor universidade na Espanha, em Humanidades, de acordo com uma pesquisa realizada pela Fundación Everis.
É uma universidade pública criada em 1927, embora as suas origens remontem a 1701. É a universidade mais antiga e com maior número de alunos nas Canárias.
Este centro de estudos reparte suas dependências nas cidades de San Cristóbal de La Laguna e Santa Cruz de Tenerife.
A instituição apresenta seis campus universitários: Central, Anchieta, Guajara, Campus del Sur, Ofra e Santa Cruz, além dos edifícios da reitoria, vice-reitoria, Colegio Mayor San Agustín, o Colegio Mayor Santa María, o Colegio Mayor San Fernando e a Residência Universitária Parque Las Islas.
O seu corpo docente conta com mais de 1.800 professores, que atendem a mais de 23 000 alunos em cursos de graduação e pós-graduação.